# Ngày Tiếp xúc Thế giới
Ngày Tiếp xúc Thế giới (tiếng Anh: World Contact Day) lần đầu tiên được tuyên bố vào tháng 3 năm 1953 bởi một tổ chức có tên là Cục Đĩa Bay Quốc tế (International Flying Saucer Bureau, viết tắt IFSB), là ngày mà tất cả các thành viên IFSB sẽ cố gắng gửi một thông điệp thần giao cách cảm vào không gian.
IFSB đã bỏ phiếu để tổ chức một ngày như vậy vào năm 1953, với giả thuyết rằng nếu cả thần giao cách cảm và sự sống ngoài hành tinh là có thật, thì một số lượng lớn người tập trung vào một đoạn văn bản giống hệt nhau có thể truyền thông điệp xuyên không gian. Các thành viên IFSB tập trung vào thông điệp sau trong năm 1953:
Kêu gọi chủ nhân của phi thuyền liên hành tinh!  Kêu gọi chủ nhân của phi thuyền liên hành tinh đang quan sát hành tinh TRÁI ĐẤT của chúng tôi. IFSB chúng tôi muốn liên hệ với bạn. Chúng tôi là bạn bè của bạn và muốn bạn xuất hiện ở đây trên TRÁI ĐẤT. Sự hiện diện của bạn trước chúng tôi sẽ được chào đón với tình bạn cao nhất. Chúng tôi sẽ làm tất cả khả năng của mình để thúc đẩy sự hiểu biết lẫn nhau giữa người của bạn và người TRÁI ĐẤT. Xin hãy đến đây trong hòa bình và giúp đỡ chúng tôi trong những vấn đề thuộc về TRÁI ĐẤT của chúng tôi. Cung cấp cho chúng tôi một số dấu hiệu cho thấy bạn đã nhận được thông điệp của chúng tôi. Hãy chịu trách nhiệm tạo ra một điều kỳ diệu ở đây trên hành tinh của chúng tôi để đánh thức những người thiếu hiểu biết về thực tế. Hãy để chúng tôi lắng nghe từ bạn. Chúng tôi là bạn của bạn.

Lễ kỷ niệm năm 1953 được nhắc đến trong bài hát Calling Occupants of Interplanetary Craft (Kêu gọi chủ nhân của phi thuyền liên hành tinh), do nhóm nhạc rock Klaatu thu âm vào năm 1976 và về sau được The Carpenters cover lại.
Vào dịp kỷ niệm 60 năm sự kiện vào năm 2013, Ngày Tiếp xúc Thế giới đã được kéo dài đến cả tuần.